# Aqua (Band)/Auszeichnungen für Musikverkäufe

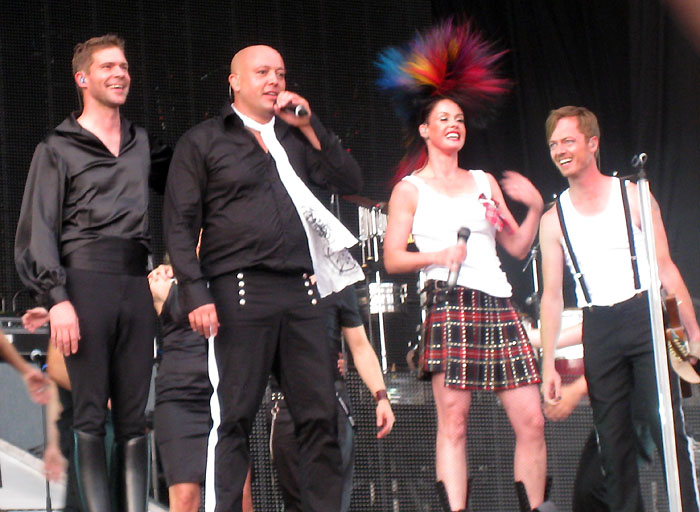
Aqua (2008)

Dies ist eine Übersicht über die Auszeichnungen für Musikverkäufe der dänisch-norwegischen Eurodance-Band Aqua. Die Auszeichnungen finden sich nach ihrer Art (Gold, Platin usw.), nach Staaten getrennt in alphabetischer Reihenfolge, geordnet sowie nach den Tonträgern selbst in chronologischer Reihenfolge, getrennt nach Medium (Alben, Singles usw.), wieder.

## Auszeichnungen
| - Vereinigtes Königreich - 2013: für die Single Turn Back Time - Australien - 1998: für die Single Turn Back Time - 2000: für das Album Aquarius - 2000: für die Single Cartoon Heroes - Belgien - 1998: für die Single My Oh My - Brasilien - 1998: für das Album Aquarium - Chile - 1998: für das Album Aquarium - Dänemark - 2010: für die Single My Mamma Said - 2011: für die Single How R U Doin? - 2011: für das Streaming How R U Doin? - 2011: für das Streaming Playmate to Jesus - 2011: für das Album Megalomania - 2021: für die Single Doctor Jones - 2023: für die Single Roses Are Red - 2024: für die Single Barbie World - Deutschland - 1998: für die Single Doctor Jones - 1998: für das Album Aquarium - Frankreich - 1998: für die Single My Oh My - 2023: für die Single Barbie World - Hongkong - 1998: für das Album Bubble Mix – The Ultimate Aquarium Remixes Album - Italien - 2023: für die Single Barbie World - Japan - 2002: für das Album Cartoon Heroes ~ The Best of Aqua - Neuseeland - 1998: für die Single Turn Back Time - 2000: für die Single Cartoon Heroes - 2023: für die Single Barbie World - Niederlande - 1997: für die Single Doctor Jones - Norwegen - 1997: für die Single Roses Are Red - 1998: für das Album Aqua Mania Remix - 2000: für die Single Cartoon Heroes - 2009: für das Album Greatest Hits - Österreich - 1998: für das Album Aquarium - Polen - 1998: für das Album Aquarium - 2024: für die Single Barbie World - Schweden - 1997: für die Single Roses Are Red - 1998: für die Single Turn Back Time - 2000: für die Single Around the World - Schweiz - 1997: für das Album Aquarium - 2000: für das Album Aquarius - Südafrika - 2023: für die Single Barbie World - Tschechien - 1998: für das Album Aquarium - Ungarn - 1998: für das Album Aquarium - Vereinigtes Königreich - 2024: für die Single Barbie World | - Argentinien - 1998: für das Album Aquarium - Australien - 1998: für die Single Lollipop (Candyman) - 2023: für die Single Barbie World - Belgien - 1998: für das Album Aquarium - 1998: für die Single Doctor Jones - Dänemark - 2009: für die Single Back to the 80s - 2022: für die Single Barbie Girl - Deutschland - 1997: für die Single Barbie Girl - Europa - 2000: für das Album Aquarius - Frankreich - 1998: für das Album Aquarium - Italien - 2024: für die Single Barbie Girl - Japan - 1997: für das Album Aquarium - 2000: für das Album Aquarius - Kanada - 2023: für die Single Barbie World - Neuseeland - 1997: für die Single Barbie Girl - 1998: für die Single Doctor Jones - Niederlande - 1997: für die Single Barbie Girl - 1998: für das Album Aquarium - Norwegen - 2009: für die Single Back to the 80s - Südkorea - 1998: für das Album Aquarium - Österreich - 1998: für die Single Barbie Girl - Portugal - 1998: für das Album Aquarium - Schweden - 1997: für die Single Doctor Jones - 2000: für die Single Cartoon Heroes - 2000: für das Album Aquarius - Schweiz - 1998: für die Single Barbie Girl - Spanien - 2024: für die Single Barbie Girl - Taiwan - 1998: für das Album Aquarium - Venezuela - 1998: für das Album Aquarium - Vereinigtes Königreich - 1998: für das Album Aquarium - 2013: für die Single Doctor Jones - Dänemark - 2009: für das Album Greatest Hits - Finnland - 1997: für das Album Aquarium - Kanada - 2000: für das Album Aquarius - Norwegen - 1999: für die Single Barbie Girl - 2000: für das Album Aquarius - Philippinen - 1998: für das Album Aquarium | - Australien - 1997: für die Single Barbie Girl - 1997: für die Single Doctor Jones - 1998: für das Videoalbum The Aqua Diary - Kanada - 1998: für das Videoalbum The Aqua Diary - Schweden - 1997: für die Single Barbie Girl - Südafrika - 1998: für das Album Aquarium - Vereinigte Staaten - 1999: für das Album Aquarium - 2023: für die Single Barbie Girl - Belgien - 1998: für die Single Barbie Girl - Dänemark - 2000: für die Single Cartoon Heroes - Europa - 1998: für das Album Aquarium - Hongkong - 1998: für das Album Aquarium - Indien - 1998: für das Album Aquarium - Indonesien - 1998: für das Album Aquarium - Norwegen - 1998: für das Album Aquarium - Thailand - 1998: für das Album Aquarium - Vereinigtes Königreich - 2023: für die Single Barbie Girl - Malaysia - 1998: für das Album Aquarium - Neuseeland - 1998: für das Album Aquarium - Schweden - 1997: für das Album Aquarium - Singapur - 1998: für das Album Aquarium - Spanien - 1998: für das Album Aquarium - Australien - 1998: für das Album Aquarium - Italien - 1998: für das Album Aquarium - Dänemark - 2022: für das Album Aquarium - Frankreich - 1997: für die Single Barbie Girl - Kanada - 1998: für das Album Aquarium |

## Auszeichnungen nach Alben

### Aquarium
| Land/Region                  | Auszeichnungen für Musikverkäufe (Land/Region, Auszeichnung, Verkäufe) | Verkäufe   |
| ---------------------------- | ---------------------------------------------------------------------- | ---------- |
| Argentinien (CAPIF)          | Platin                                                                 | 60.000     |
| Australien (ARIA)            | 6× Platin                                                              | 420.000    |
| Belgien (BRMA)               | Platin                                                                 | (50.000)   |
| Brasilien (PMB)              | Gold                                                                   | 100.000    |
| Chile (IFPI)                 | Gold                                                                   | 15.000     |
| Dänemark (IFPI)              | 14× Platin                                                             | (280.000)  |
| Deutschland (BVMI)           | Gold                                                                   | (250.000)  |
| Europa (IFPI)                | 4× Platin                                                              | 4.000.000  |
| Finnland (IFPI)              | 2× Platin                                                              | (72.757)   |
| Frankreich (SNEP)            | Platin                                                                 | (300.000)  |
| Hongkong (IFPI/HKRIA)        | 4× Platin                                                              | 80.000     |
| Indien (IMI)                 | 4× Platin                                                              | 200.000    |
| Indonesien (ASIRI)           | 4× Platin                                                              | 200.000    |
| Italien (FIMI)               | 6× Platin                                                              | (600.000)  |
| Japan (RIAJ)                 | Platin                                                                 | 200.000    |
| Kanada (MC)                  | Diamant                                                                | 1.083.000  |
| Malaysia (RIM)               | 5× Platin                                                              | 250.000    |
| Neuseeland (RMNZ)            | 5× Platin                                                              | 75.000     |
| Niederlande (NVPI)           | Platin                                                                 | (100.000)  |
| Norwegen (IFPI)              | 4× Platin                                                              | (200.000)  |
| Österreich (IFPI)            | Gold                                                                   | (25.000)   |
| Philippinen (PARI)           | 2× Platin                                                              | 80.000     |
| Polen (ZPAV)                 | Gold                                                                   | (50.000)   |
| Portugal (AFP)               | Platin                                                                 | (40.000)   |
| Schweden (IFPI)              | 5× Platin                                                              | (400.000)  |
| Schweiz (IFPI)               | Gold                                                                   | (25.000)   |
| Singapur (RIAS)              | 5× Platin                                                              | 75.000     |
| Spanien (Promusicae)         | 5× Platin                                                              | (500.000)  |
| Südafrika (RISA)             | 3× Platin                                                              | 150.000    |
| Südkorea (KMCA)              | Platin                                                                 | 30.000     |
| Tschechien (IFPI)            | Gold                                                                   | (25.000)   |
| Taiwan (RIT)                 | Platin                                                                 | 50.000     |
| Thailand (TECA)              | 4× Platin                                                              | 200.000    |
| Ungarn (MAHASZ)              | Gold                                                                   | (25.000)   |
| Venezuela (APFV)             | Platin                                                                 | 20.000     |
| Vereinigte Staaten (RIAA)    | 3× Platin                                                              | 3.000.000  |
| Vereinigtes Königreich (BPI) | Platin                                                                 | (565.000)  |
| Insgesamt                    | 8× Gold · 91× Platin · 1× Diamant ·                                    | 10.488.000 |

### Bubble Mix – The Ultimate Aquarium Remixes Album/Aqua Mania Remix
| Land/Region           | Auszeichnungen für Musikverkäufe (Land/Region, Auszeichnung, Verkäufe) | Verkäufe |
| --------------------- | ---------------------------------------------------------------------- | -------- |
| Hongkong (IFPI/HKRIA) | Gold                                                                   | 10.000   |
| Norwegen (IFPI)       | Gold                                                                   | 25.000   |
| Insgesamt             | 2× Gold ·                                                              | 35.000   |

### Aquarius
| Land/Region       | Auszeichnungen für Musikverkäufe (Land/Region, Auszeichnung, Verkäufe) | Verkäufe  |
| ----------------- | ---------------------------------------------------------------------- | --------- |
| Australien (ARIA) | Gold                                                                   | 35.000    |
| Europa (IFPI)     | Platin                                                                 | 1.000.000 |
| Japan (RIAJ)      | Platin                                                                 | 200.000   |
| Kanada (MC)       | 2× Platin                                                              | 200.000   |
| Norwegen (IFPI)   | 2× Platin                                                              | (100.000) |
| Schweden (IFPI)   | Platin                                                                 | (80.000)  |
| Schweiz (IFPI)    | Gold                                                                   | (25.000)  |
| Insgesamt         | 2× Gold · 6× Platin ·                                                  | 1.515.000 |

### Cartoon Heroes ~ The Best of Aqua
| Land/Region  | Auszeichnungen für Musikverkäufe (Land/Region, Auszeichnung, Verkäufe) | Verkäufe |
| ------------ | ---------------------------------------------------------------------- | -------- |
| Japan (RIAJ) | Gold                                                                   | 100.000  |
| Insgesamt    | 1× Gold ·                                                              | 100.000  |

### Greatest Hits
| Land/Region     | Auszeichnungen für Musikverkäufe (Land/Region, Auszeichnung, Verkäufe) | Verkäufe |
| --------------- | ---------------------------------------------------------------------- | -------- |
| Dänemark (IFPI) | 2× Platin                                                              | 60.000   |
| Norwegen (IFPI) | Gold                                                                   | 15.000   |
| Insgesamt       | 1× Gold · 2× Platin ·                                                  | 75.000   |

### Megalomania
| Land/Region     | Auszeichnungen für Musikverkäufe (Land/Region, Auszeichnung, Verkäufe) | Verkäufe |
| --------------- | ---------------------------------------------------------------------- | -------- |
| Dänemark (IFPI) | Gold                                                                   | 15.000   |
| Insgesamt       | 1× Gold ·                                                              | 15.000   |

## Auszeichnungen nach Singles

### Roses Are Red
| Land/Region     | Auszeichnungen für Musikverkäufe (Land/Region, Auszeichnung, Verkäufe) | Verkäufe |
| --------------- | ---------------------------------------------------------------------- | -------- |
| Dänemark (IFPI) | Gold                                                                   | 45.000   |
| Norwegen (IFPI) | Gold                                                                   | 10.000   |
| Schweden (IFPI) | Gold                                                                   | 15.000   |
| Insgesamt       | 3× Gold ·                                                              | 70.000   |

### My Oh My
| Land/Region       | Auszeichnungen für Musikverkäufe (Land/Region, Auszeichnung, Verkäufe) | Verkäufe |
| ----------------- | ---------------------------------------------------------------------- | -------- |
| Belgien (BRMA)    | Gold                                                                   | 25.000   |
| Frankreich (SNEP) | Gold                                                                   | 250.000  |
| Insgesamt         | 2× Gold ·                                                              | 275.000  |

### Barbie Girl
| Land/Region                  | Auszeichnungen für Musikverkäufe (Land/Region, Auszeichnung, Verkäufe) | Verkäufe  |
| ---------------------------- | ---------------------------------------------------------------------- | --------- |
| Australien (ARIA)            | 3× Platin                                                              | 210.000   |
| Belgien (BRMA)               | 4× Platin                                                              | 200.000   |
| Dänemark (IFPI)              | Platin                                                                 | 90.000    |
| Deutschland (BVMI)           | Platin                                                                 | 500.000   |
| Frankreich (SNEP)            | Diamant                                                                | 750.000   |
| Italien (FIMI)               | Platin                                                                 | 100.000   |
| Neuseeland (RMNZ)            | Platin                                                                 | 15.000    |
| Niederlande (NVPI)           | Platin                                                                 | 75.000    |
| Norwegen (IFPI)              | 2× Platin                                                              | 40.000    |
| Österreich (IFPI)            | Platin                                                                 | 50.000    |
| Schweden (IFPI)              | 3× Platin                                                              | 90.000    |
| Schweiz (IFPI)               | Platin                                                                 | 50.000    |
| Spanien (Promusicae)         | Platin                                                                 | 60.000    |
| Vereinigte Staaten (RIAA)    | 3× Platin                                                              | 3.000.000 |
| Vereinigtes Königreich (BPI) | 4× Platin                                                              | 2.400.000 |
| Insgesamt                    | 27× Platin · 1× Diamant ·                                              | 7.630.000 |

### Doctor Jones
| Land/Region                  | Auszeichnungen für Musikverkäufe (Land/Region, Auszeichnung, Verkäufe) | Verkäufe  |
| ---------------------------- | ---------------------------------------------------------------------- | --------- |
| Australien (ARIA)            | 3× Platin                                                              | 210.000   |
| Belgien (BRMA)               | Platin                                                                 | 50.000    |
| Dänemark (IFPI)              | Gold                                                                   | 45.000    |
| Deutschland (BVMI)           | Gold                                                                   | 250.000   |
| Neuseeland (RMNZ)            | Platin                                                                 | 10.000    |
| Niederlande (NVPI)           | Gold                                                                   | 50.000    |
| Schweden (IFPI)              | Platin                                                                 | 30.000    |
| Vereinigtes Königreich (BPI) | Platin                                                                 | 600.000   |
| Insgesamt                    | 3× Gold · 7× Platin ·                                                  | 1.245.000 |

### Lollipop (Candyman)
| Land/Region       | Auszeichnungen für Musikverkäufe (Land/Region, Auszeichnung, Verkäufe) | Verkäufe |
| ----------------- | ---------------------------------------------------------------------- | -------- |
| Australien (ARIA) | Platin                                                                 | 70.000   |
| Insgesamt         | 1× Platin ·                                                            | 70.000   |

### Turn Back Time
| Land/Region                  | Auszeichnungen für Musikverkäufe (Land/Region, Auszeichnung, Verkäufe) | Verkäufe |
| ---------------------------- | ---------------------------------------------------------------------- | -------- |
| Australien (ARIA)            | Gold                                                                   | 35.000   |
| Neuseeland (RMNZ)            | Gold                                                                   | 5.000    |
| Schweden (IFPI)              | Gold                                                                   | 15.000   |
| Vereinigtes Königreich (BPI) | Silber                                                                 | 200.000  |
| Insgesamt                    | 1× Silber · 3× Gold ·                                                  | 255.000  |

### Cartoon Heroes
| Land/Region       | Auszeichnungen für Musikverkäufe (Land/Region, Auszeichnung, Verkäufe) | Verkäufe |
| ----------------- | ---------------------------------------------------------------------- | -------- |
| Australien (ARIA) | Gold                                                                   | 35.000   |
| Dänemark (IFPI)   | 4× Platin                                                              | 80.000   |
| Neuseeland (RMNZ) | Gold                                                                   | 5.000    |
| Norwegen (IFPI)   | Gold                                                                   | 10.000   |
| Schweden (IFPI)   | Platin                                                                 | 30.000   |
| Insgesamt         | 3× Gold · 5× Platin ·                                                  | 160.000  |

### Around the World
| Land/Region     | Auszeichnungen für Musikverkäufe (Land/Region, Auszeichnung, Verkäufe) | Verkäufe |
| --------------- | ---------------------------------------------------------------------- | -------- |
| Schweden (IFPI) | Gold                                                                   | 15.000   |
| Insgesamt       | 1× Gold ·                                                              | 15.000   |

### Back to the 80s
| Land/Region     | Auszeichnungen für Musikverkäufe (Land/Region, Auszeichnung, Verkäufe) | Verkäufe |
| --------------- | ---------------------------------------------------------------------- | -------- |
| Dänemark (IFPI) | Platin                                                                 | 30.000   |
| Norwegen (IFPI) | Platin                                                                 | 10.000   |
| Insgesamt       | 2× Platin ·                                                            | 40.000   |

### My Mamma Said
| Land/Region     | Auszeichnungen für Musikverkäufe (Land/Region, Auszeichnung, Verkäufe) | Verkäufe |
| --------------- | ---------------------------------------------------------------------- | -------- |
| Dänemark (IFPI) | Gold                                                                   | 15.000   |
| Insgesamt       | 1× Gold ·                                                              | 15.000   |

### How R U Doin?
| Land/Region     | Auszeichnungen für Musikverkäufe (Land/Region, Auszeichnung, Verkäufe) | Verkäufe |
| --------------- | ---------------------------------------------------------------------- | -------- |
| Dänemark (IFPI) | Gold                                                                   | 15.000   |
| Insgesamt       | 1× Gold ·                                                              | 15.000   |

### Barbie World
| Land/Region                  | Auszeichnungen für Musikverkäufe (Land/Region, Auszeichnung, Verkäufe) | Verkäufe |
| ---------------------------- | ---------------------------------------------------------------------- | -------- |
| Australien (ARIA)            | Platin                                                                 | 70.000   |
| Dänemark (IFPI)              | Gold                                                                   | 45.000   |
| Frankreich (SNEP)            | Gold                                                                   | 100.000  |
| Italien (FIMI)               | Gold                                                                   | 50.000   |
| Kanada (MC)                  | Platin                                                                 | 80.000   |
| Neuseeland (RMNZ)            | Gold                                                                   | 15.000   |
| Polen (ZPAV)                 | Gold                                                                   | 25.000   |
| Südafrika (RISA)             | Gold                                                                   | 10.000   |
| Vereinigtes Königreich (BPI) | Gold                                                                   | 400.000  |
| Insgesamt                    | 7× Gold · 2× Platin ·                                                  | 795.000  |

## Auszeichnungen nach Musikstreamings

### How R U Doin?
| Land/Region     | Auszeichnungen für Musikverkäufe (Land/Region, Auszeichnung, Verkäufe) | Verkäufe |
| --------------- | ---------------------------------------------------------------------- | -------- |
| Dänemark (IFPI) | Gold                                                                   | 50.000   |
| Insgesamt       | 1× Gold ·                                                              | 50.000   |

### Playmate to Jesus
| Land/Region     | Auszeichnungen für Musikverkäufe (Land/Region, Auszeichnung, Verkäufe) | Verkäufe |
| --------------- | ---------------------------------------------------------------------- | -------- |
| Dänemark (IFPI) | Gold                                                                   | 50.000   |
| Insgesamt       | 1× Gold ·                                                              | 50.000   |

## Auszeichnungen nach Videoalben

### The Aqua Diary
| Land/Region       | Auszeichnungen für Musikverkäufe (Land/Region, Auszeichnung, Verkäufe) | Verkäufe |
| ----------------- | ---------------------------------------------------------------------- | -------- |
| Australien (ARIA) | 3× Platin                                                              | 45.000   |
| Kanada (MC)       | 3× Platin                                                              | 30.000   |
| Insgesamt         | 6× Platin ·                                                            | 75.000   |

## Statistik und Quellen
| Land/RegionAuszeichnungen für Musikverkäufe (Land/Region, Auszeichnungen, Verkäufe, Quellen) | Silber  | Gold       | Platin         | Diamant     | Verkäufe    | Quellen                                                     |
| -------------------------------------------------------------------------------------------- | ------- | ---------- | -------------- | ----------- | ----------- | ----------------------------------------------------------- |
| Argentinien (CAPIF)                                                                          | —       | —          | Platin1        | —           | 60.000      | Einzelnachweise                                             |
| Australien (ARIA)                                                                            | —       | 3× Gold3   | 17× Platin17   | —           | 1.130.000   | aria.com.au                                                 |
| Belgien (BRMA)                                                                               | —       | Gold1      | 6× Platin6     | —           | 325.000     | ultratop.be                                                 |
| Brasilien (PMB)                                                                              | —       | Gold1      | —              | —           | 100.000     | pro-musicabr.org.br                                         |
| Chile (IFPI)                                                                                 | —       | Gold1      | —              | —           | 15.000      | Einzelnachweise                                             |
| Dänemark (IFPI)                                                                              | —       | 8× Gold8   | 22× Platin22   | —           | 715.000     | ifpi.dk                                                     |
| Deutschland (BVMI)                                                                           | —       | 2× Gold2   | Platin1        | —           | 1.000.000   | musikindustrie.de                                           |
| Europa (IFPI)                                                                                | —       | —          | 5× Platin5     | —           | (5.000.000) | ifpi.org (Memento vom 15. Oktober 2013 im Internet Archive) |
| Finnland (IFPI)                                                                              | —       | —          | 2× Platin2     | —           | 72.757      | ifpi.fi                                                     |
| Frankreich (SNEP)                                                                            | —       | 2× Gold2   | Platin1        | Diamant1    | 1.400.000   | snepmusique.com                                             |
| Hongkong (IFPI/HKRIA)                                                                        | —       | Gold1      | 4× Platin4     | —           | 90.000      | ifpihk.org                                                  |
| Indien (IMI)                                                                                 | —       | —          | 4× Platin4     | —           | 200.000     | Einzelnachweise                                             |
| Indonesien (ASIRI)                                                                           | —       | —          | 4× Platin4     | —           | 200.000     | Einzelnachweise                                             |
| Italien (FIMI)                                                                               | —       | Gold1      | 7× Platin7     | —           | 750.000     | fimi.it                                                     |
| Japan (RIAJ)                                                                                 | —       | Gold1      | 2× Platin2     | —           | 500.000     | riaj.or.jp                                                  |
| Kanada (MC)                                                                                  | —       | —          | 6× Platin6     | Diamant1    | 1.393.000   | musiccanada.com                                             |
| Malaysia (RIM)                                                                               | —       | —          | 5× Platin5     | —           | 250.000     | Einzelnachweise                                             |
| Neuseeland (RMNZ)                                                                            | —       | 3× Gold3   | 7× Platin7     | —           | 120.000     | aotearoamusiccharts.co.nz                                   |
| Niederlande (NVPI)                                                                           | —       | Gold1      | 2× Platin2     | —           | 225.000     | nvpi.nl                                                     |
| Norwegen (IFPI)                                                                              | —       | 4× Gold4   | 9× Platin9     | —           | 520.000     | ifpi.no (Memento vom 5. November 2012 im Internet Archive)  |
| Österreich (IFPI)                                                                            | —       | Gold1      | Platin1        | —           | 75.000      | ifpi.at                                                     |
| Philippinen (PARI)                                                                           | —       | —          | 2× Platin2     | —           | 80.000      | Einzelnachweise                                             |
| Polen (ZPAV)                                                                                 | —       | 2× Gold2   | —              | —           | 75.000      | olis.pl                                                     |
| Portugal (AFP)                                                                               | —       | —          | Platin1        | —           | 40.000      | Einzelnachweise                                             |
| Schweden (IFPI)                                                                              | —       | 3× Gold3   | 11× Platin11   | —           | 675.000     | sverigetopplistan.se ifpi.se                                |
| Schweiz (IFPI)                                                                               | —       | 2× Gold2   | Platin1        | —           | 100.000     | hitparade.ch                                                |
| Singapur (RIAS)                                                                              | —       | —          | 5× Platin5     | —           | 75.000      | Einzelnachweise                                             |
| Spanien (Promusicae)                                                                         | —       | —          | 6× Platin6     | —           | 560.000     | elportaldemusica.es                                         |
| Südafrika (RISA)                                                                             | —       | Gold1      | 3× Platin3     | —           | 160.000     | Einzelnachweise                                             |
| Südkorea (KMCA)                                                                              | —       | —          | Platin1        | —           | 30.000      | Einzelnachweise                                             |
| Taiwan (RIT)                                                                                 | —       | —          | Platin1        | —           | 50.000      | Einzelnachweise                                             |
| Thailand (TECA)                                                                              | —       | —          | 4× Platin4     | —           | 200.000     | Einzelnachweise                                             |
| Tschechien (IFPI)                                                                            | —       | Gold1      | —              | —           | 25.000      | Einzelnachweise                                             |
| Ungarn (MAHASZ)                                                                              | —       | Gold1      | —              | —           | 25.000      | Einzelnachweise                                             |
| Venezuela (APFV)                                                                             | —       | —          | Platin1        | —           | 20.000      | Einzelnachweise                                             |
| Vereinigte Staaten (RIAA)                                                                    | —       | —          | 6× Platin6     | —           | 6.000.000   | riaa.com                                                    |
| Vereinigtes Königreich (BPI)                                                                 | Silber1 | Gold1      | 6× Platin6     | —           | 4.165.000   | bpi.co.uk                                                   |
| Insgesamt                                                                                    | Silber1 | 41× Gold41 | 154× Platin154 | 2× Diamant2 |             |                                                             |